# Ernst-Jan Pfauth
Johan Ernst Hendrik (Ernst-Jan) Pfauth (Leiderdorp, 9 januari 1986) is een Nederlands journalist en ondernemer. Hij werd bekend als een van de oprichters van De Correspondent, waar hij van 2019 tot 2022 CEO van was.

## Levensloop
Pfauth groeide op in Alphen aan den Rijn. Hij studeerde communicatiewetenschappen aan de Universiteit van Amsterdam, waar hij in 2009 afstudeerde. In 2007 werd hij hoofdredacteur van het internetplatform The Next Web. Van 2010 tot 2013 was Pfauth hoofd internet bij NRC. Hij schreef in deze periode wekelijks een column voor de krant over belangrijke technologische ontwikkelingen.
Samen met Rob Wijnberg, Harald Dunnink en Sebastian Kersten richtte Pfauth in maart 2013 het journalistieke internetplatform De Correspondent op. Voor De Correspondent schreef Pfauth onder andere een serie over het (gebrek aan) effect van zelfhulpboeken. In november 2017 verhuisde hij naar Brooklyn om daar een Engelstalige versie van De Correspondent op te zetten. Met dit doel werd een crowdfundingsactie gestart waarmee in november 2018 de benodigde 2.5 miljoen dollar werd opgehaald, waardoor het initiatief doorgang kon vinden. In september 2021 kondigde Pfauth zijn vertrek aan bij De Correspondent.
Samen met Blendle-oprichter Alexander Klöpping produceert hij wekelijks Een podcast over media. In het interviewprogramma Jonge Jaren vraagt Pfauth succesvolle mensen over de tijd van voor hun doorbraak. Onder andere Matthijs van Nieuwkerk, Neelie Kroes en Paul de Leeuw waren te gast. Beide podcasts verschijnen bij podcastnetwerk Dag en Nacht Media.
In april 2022 pakte Pfauth na negen jaar weer zijn column voor NRC op. Hij schrijft om de week over media en technologie.
Pfauth heeft meerdere boeken geschreven, waarvan het Dankboek het bekendst is.

## Persoonlijk
Pfauth is getrouwd en heeft een zoon en een dochter.

## Bestseller 60
| Boeken met noteringen in de Nederlandse Bestseller 60 | Jaar van verschijnen | Datum van binnenkomst | Hoogste positie | Aantal weken | Opmerkingen                      |
| ----------------------------------------------------- | -------------------- | --------------------- | --------------- | ------------ | -------------------------------- |
| Dankboek                                              | 2017                 | 13-09-2024            | 2               | 4            |                                  |
| Intentioneel leven                                    | 2024                 | 27-11-2024            | 10              | 1            |                                  |
| Dagelijkse rituelen                                   | 2025                 | 23-04-2025            | 33              | 1            | in samenwerking met Mason Currey |